# Francesco Buti
Francesco Buti, auch Abbé Buti, (* 1604 in Narni, Provinz Terni, Italien; † 15. Juni 1682 in Rom, Italien) war ein französischer Pfarrer, Jurist und Librettist italienischer Abstammung. Unter Kardinal Mazarin war er Superintendent für die Auswahl und Vorbereitung der höfischen Schauspiele.

## Leben
Er war Doktor im Kirchen- und Zivilrecht, „Abbé“ in der Diözese Toulouse und Apostolischer Protonotar. Er machte eine schnelle Karriere in der Kirchenhierarchie und wurde Sekretär und „gentilhuomo“ des Kardinals Antonio Barberini. Als dieser zusammen mit seinen Brüdern Taddeo und Francesco im Herbst 1645 Rom auf der Flucht vor der Verfolgung durch die Familie Pamphilj verlassen musste, verschlug es auch Buti nach Paris. Sie fanden den Schutz Kardinal Mazarins, dessen Vertrauen Buti bald gewann. Er machte ihn zum Oberaufseher über die Auswahl und Vorbereitung der höfischen Schauspiele und über die Fürsorge für alle italienischen Künstler in Paris. Für die Aufführung vom 2. März 1647 von Luigi Rossis Oper Orfeo in Paris schrieb Buti ein Libretto. Der für die Vorstellung betriebene Aufwand, in Zeiten da das Volk hungerte, rief Kritik hervor, die sich zur Fronde hochschaukelte. Erst am 14. April 1654 war Buti wieder Librettist bei Le Nozze di Peleo e di Theti vom Komponisten Carlo Caproli. Dies und weitere Arbeiten verhalfen ihm durch Mazarin zur französischen Staatsbürgerschaft und (laut Henry Prunières) einer Pension von 2000 Livres durch das Bistum Carcassonne.
Buti blieb die Gegenleistung nicht schuldig: Zusammen mit Jean-Baptiste Lully schuf er das Ballett Amour malade, wobei der König den flatterhaften Komponisten einsperren ließ, um ihn bei der Arbeit zu halten. Mit einer Bühnendekoration entsprechend Butis Ideen war das erstmals am 17. Januar 1657 gegebene Stück ein echter Erfolg. Dies wog umso mehr, da in diesen Tagen ein großer Teil der Pariser Bevölkerung Italiener nicht mochte, aber die Kunst des eigenen Landes derart glänzend zu erleben, eben jenen schmeichelte. Mit dem Herzog von Modena als Ehrengast allen voran zeigte man offen tiefe Zufriedenheit. Der Eindruck blieb anschließend nicht aus, es sei Buti 1658 mit französischen Botschaftern nach Frankfurt am Main entsandt worden, um in Paris den ortsüblichen Charakter der Hofballette zu bewahren. Anlässlich der Wahl des Römischen Kaisers suchte man ihn für diese heikle diplomatische Mission aus, aber sein Wohl und Weh war allzu sehr mit Mazarin verbunden – jener starb 1661.
Eines von Mazarins letzten Vorhaben war der Bau des Théâtre des Tuileries. Der aus Italien eingeladene Architekt Gaspare Vigarani und dessen beide Söhne wurden von Buti zu König Ludwig XIV. nach Fontainebleau geleitet. Als Buti, der große Organisator von Festlichkeiten, vernahm, dass die Vigaranis sich nicht damit begnügten, ein Theater zu bauen, sondern auch Veranstaltungen lenken wollten, ging er auf Distanz. Mit seinem Freund Gian Lorenzo Bernini war er unter ihren Kritikern, umgekehrt nannten jene ihn il nostro perpetuo persecutore (unser ständiger Verfolger). Grund für den Bau des Theaters waren die Heiratsfeierlichkeiten Ludwigs XIV., aufgeführt werden sollte Francesco Cavallis Oper Ercole amante, wozu Buti das Libretto schrieb. Lully ausgenommen, sah man bis ins 18. Jahrhundert nicht im Komponisten, sondern im Librettisten den verantwortlichen Verfasser. Buti schrieb, als sei es noch Rossi, für den er arbeitete, ohne Cavallis besondere Talente zu berücksichtigen. Die Sänger hatten Figuren zu verkörpern, die – mit einer Ausnahme – ohne psychologische Tiefe waren. Das Stück konnte das Publikum nicht hinreißen, man meinte, der Pomp und die Feierlichkeiten des Staatsakts hätten ein Libretto aufgeblasen, das keinen rechten Weg zwischen Geschwollenem und Leichtigkeit finden konnte und dessen Effekte danebengingen.
Ludwig XIV. begann nach Mazarins Tod, anstatt Buti oder Louis Hesselin seinen engen Freund François Honorat de Beauvilliers, Comte und ab 1663 Duc de Saint-Aignan, mit der Vorbereitung seiner Divertissements zu beauftragen. Über die Zeit nach dem Verlust seines mächtigen Protektors ist nur Butis irgendwann erfolgte Rückkehr nach Rom bekannt. Seine Art von Operndramaturgie mit Pariser Einschlag kann als Vorläufer für die Werke Philippe Quinaults betrachtet werden.

## Werke
- Ercole amante. Tragedia rappresentata per le Nozze delle Maesta Christianissimi, Robert Ballard, Paris 1662.